# Eyefinity
ATI Eyefinity (AMD Eyefinity чи просто Eyefinity) — розроблена американською компанією AMD технологія, яка забезпечує спільне підключення кількох дисплеїв до персонального комп'ютера. ATI Eyefinity реалізовано у відеокартах, які використовують графічні процесори (англ. GPU) ATI Radeon R800 «Evergreen». ATI Eyefinity надає можливість під'єднати від одного до шести дисплеїв до однієї відеокарти.

## Історія
10 вересня 2009 року на борту авіаносця USS Hornet, AMD анонсувала нову технологію «ATI Eyefinity» та специфікації різних серій GPU лінійки Radeon HD 5ххх.
Наступного дня після презентації Карл Джонс (англ. Carl Jones), співробітник Crytek, продемонстрував відео ігрового рушія CryEngine 3, який був запущений на відеокарті Radeon 5xxx та на трьох дисплеях. При цьому сумарна роздільна здатність виведеного на три екрани зображення склало 7 680 x 3 200 пікселів (triple full HD), що дорівнює 24,6 мегапикселів.
Офіційний (реліз) першої відеокарти, здатної працювати з шести моніторами водночас - Radeon HD 5870 Eyefinity 6 Edition, було заплановано на 11 березня 2010 року.
Однак 8 березня було оголошено про відстрочку випуску даного продукту. За неофіційними даними, відстрочка пов'язана з неготовністю програмного забезпечення, а саме драйверів для такого специфічного виробу. За іншою версією, випуск ATI Radeon HD 5870 Eyefinity 6 Edition спеціально наблизили до офіційного релізу відеокарт серії NVIDIA GeForce GTX 400, який мав відбутися 26 березня 2010 року.
На виставці CeBIT компанія HIS презентувала публіці Radeon HD 5770 Eyefinity 5 з п'ятьма роз'ємами Display Port. Було заявлено, що таке їх пов'язане з обмеженням самого чипу Juniper.
31 березня відбувся офіційний випуск на продаж видеокарти ATI Radeon HD 5870 Eyefinity 6 Edition, яка дає можливість підключати до 6 дисплеїв включно. Особливістю цієї відеокарти, окрім вищевказаного, також є наявність 2ГБ графічної пам'яті, проти 1ГБ у стандартної моделі. Рекомендована роздрібна ціна HD 5870 Eyefinity 6 Edition становить $479, що на $80 дорожче від звичайної версії ATI Radeon HD 5870.
19 березня 2010 року в мережі Інтернет з'явилися фотознімки відеокарти Radeon HD 5970 Eyefinity 12 від компанії PowerColor. Цю відеокарту обладнано дванадцятьма відеовиходами Mini DisplayPort, що дає можливість під'єднати до неї 12 окремих дисплеїв. Як графічний процесор використовується Radeon HD 5970 (Hemlock). Відеокарта оснащена 4Гб відеопам'яті GDDR5. На відеокарті є знімна планка з шістьмома роз'ємами Mini DisplayPort. Решта шість роз'ємів на відеокарті зробили незйомними. Оснащена повністю одна відеокарта Radeon HD 5970 Eyefinity 12 займає три слоти в корпусі персонального комп'ютера.

## Опис
У графічних процесорах RV870 блок виводу зображення перероблено так, щоби чип давав можливість виводити зображенния на пристрої виводу в кількості до шести штук включно. Число підтримуваних моніторів залежить від конкретної конфігурації плати й может сягати трьох чи шести.
У чипі R800 є шість вмонтованих TMDS-трансмітерів, чотири з яких забезпечують на стандартних відеокартах работу двох розйомів Dual Link DVI. Тому стандартні відеокарти HD 5xxx підтримують лише до трьох пристроїв виводу. Для виведення зображення на шість дисплеїв потрібна спеціальна версія відеокарти, маркована «HD 5870 SIX» чи «Radeon HD 5870 Eyefinity Edition».
Мультимоніторні конфігурації можуть працювати в режимах клонування та розширення робочого столу. Одне велике зображення може бути складено із кількох моніторів. При цьому це може застосовуватися як для відображення робочої стільниці, так і для повноекранного відео та тривимірних додатків. Ця особливість підтримується ОС Windows Vista, Windows 7, підтримка Linux має бути реалізована у наступних версіях драйвера ATI Catalyst.
AMD оголосила про співробітництво з виробниками дисплеїв, зокрема із Samsung. Вони випускають спеціальні версії моніторів з розміром екрану 23" з підтримкою роздільної здатності 1920x1080, інтерфейсів DisplayPort, DVI і VGA, а також — дуже тонкою рамкою навколо екрану (до 7-8 мм)

## Особливості
Для підключення 3 моніторів до відеокарти HD 5870 можливі лише наступні конфігурації : 
1. DVI-DVI-DP
2. DVI-DVI-DVI (використовуючи адаптер DP to Active DVI Adapter)
3. DVI-HDMI-DP
4. DVI-VGA-DP (використовуючи адаптер DVI to VGA Adapter)
5. VGA-VGA-VGA (використовуючи адаптери DVI to VGA Adapter, DVI to VGA Adapter, DP to VGA Adapter)
6. DVI-VGA-HDMI (використовуючи адаптер Active DP to VGA Adapter)

Увесь список рекомендованих адаптерів доступний на офіційному сайті AMD за цим посиланням [Архівовано 16 червня 2011 у Wayback Machine.].

## Зовнішні посилання
- Опис ATI Eyefinity на офіційному сайті AMD: англомовна версія [Архівовано 7 березня 2010 у Wayback Machine.], російськомовна версія.

Низка статей на Tom's Hardware Guide Russia
- Дмитро Чеканов (1 березня 2010 року). AMD Eyefinity: нова технологія підключення кількох дисплеїв. Tom's Hardware. Архів оригіналу за 5 червня 2011. Процитовано 22 квітня 2010.
- Дмитро Чеканов (15 квітня 2010 року). AMD Radeon HD 5870 Eyefinity 6 Edition: одна відеокарта, шість моніторів. Tom's Hardware. Архів оригіналу за 5 червня 2011. Процитовано 22 квітня 2010.
- Дмитро Чеканов (22 квітня 2010 року). AMD Eyefinity: нова технологія підключення кількох дисплеїв. Часть 2. Tom's Hardware. Архів оригіналу за 5 червня 2011. Процитовано 22 квітня 2010.

Інші статті
- Theo Valich (24 августа 2009 года). ATI Evergreen features four display outputs, supports four displays? (англійською) . Bright Side Of News. Архів оригіналу за 5 червня 2011. Процитовано 5 апреля 2010.
- Theo Valich (10 сентября 2009 года). AMD Eyefinity: Play games in 25 MPixels (7680x3200) (англійською) . Bright Side Of News. Архів оригіналу за 5 червня 2011. Процитовано 5 апреля 2010.
- Алексей Берилло (11 декабря 2009 года). Семейства видеокарт AMD(ATI) RADEON R(V)8XX. Справочная информация. Технология ATI Eyefinity. iXBT.com. Архів оригіналу за 5 червня 2011. Процитовано 22 декабря 2009.
- Денис Борн (12 сентября 2009 года). 6 мониторов на одной видеокарте с ATI Eyefinity. 3DNews. Архів оригіналу за 23 березня 2010. Процитовано 22 декабря 2009.